# Östersandsgrundet
Östersandsgrundet är en ö i Finland.   Den ligger i kommunen Sjundeå i den ekonomiska regionen  Helsingfors  och landskapet Nyland, i den södra delen av landet, 30 km väster om huvudstaden Helsingfors.